# آدم سيلفر
آدم سيلفر (بالإنجليزية: Adam Silver)‏ (ولد في 25 أبريل 1962) هو محامي أمريكي ومفوض الرابطة الوطنية لكرة السلة حيث يشغل هذا المنصب منذ 1 فبراير 2014.

## الحياة
ولد سيلفر لعائلة يهودية في شمال نيويورك بضاحية ري في مقاطعة ويستتشستر. ومنذ عمر مبكر كان سيلفر مشجعًا لنيويورك نيكس.